# Halowe Mistrzostwa Europy w Lekkoatletyce 1989 – pchnięcie kulą mężczyzn
Pchnięcie kulą mężczyzn – jedna z konkurencji technicznych rozgrywanych podczas halowych lekkoatletycznych mistrzostw Europy w  hali Houtrust w Hadze. Rozegrano od razu finał 18 lutego 1989. Zwyciężył reprezentant Niemieckiej Republiki Demokratycznej Ulf Timmermann. Tytułu zdobytego na poprzednich mistrzostwach nie bronił Remigius Machura z Czechosłowacji.

## Rezultaty

### Finał
Opracowano na podstawie materiału źródłowego.
| Miejsce | Zawodnik           | Wynik | Uwagi |
| ------- | ------------------ | ----- | ----- |
| 1       | Ulf Timmermann     | 21,68 |       |
| 2       | Karsten Stolz      | 20,22 |       |
| 3       | Georg Andersen     | 20,22 |       |
| 4       | Wiaczesław Łycho   | 20,16 |       |
| 5       | Karel Šula         | 20,11 |       |
| 6       | Erik de Bruin      | 19,71 |       |
| 7       | Helmut Krieger     | 19,51 |       |
| 8       | Janne Ronkainen    | 19,31 |       |
| 9       | Dimitrios Kudzukis | 18,93 |       |
| 10      | Aubert Tréguilly   | 18,20 |       |
| 11      | Matt Simson        | 17,38 |       |
| 12      | Pétur Guðmundsson  | 17,17 |       |